# Heelan Tompkins
Heelan Leigh Tompkins (* 10. April 1978 in New Plymouth, Taranaki) ist eine neuseeländische Vielseitigkeitsreiterin.
2004 startete sie bei ihren ersten Olympischen Spielen. Vier Jahre später war sie erneut im neuseeländischen Team.
Sie ist 1,63 Meter groß und wiegt 60 Kilogramm.

## Pferde (Auszug)
ehemalige Turnierpferde:
- Glengarrick (* 1986), Rappwallach
- Crusada (* 1993), dunkelbrauner Wallach
- Sugoi (* 1996), dunkelbrauner Wallach, Vater: Coral Reef, Muttervater: Codeene, Besitzer: Heelan Tompkins and Friends, seit 2010 von Laura Wallace geritten.

## Erfolge

### Championate und Weltcup
- Olympische Spiele
  - 2004, Athen: mit Glengarrick, 5. Platz mit der Mannschaft und 7. Platz im Einzel
  - 2008, Beijing: mit Sugoi, 5. Platz mit der Mannschaft und 50. Platz im Einzel